# بيتر يانسن (رجل أعمال)
بيتر يانسن (بالنرويجية البوكمول: Petter Jansen)‏ هو شخصية أعمال نرويجي، ولد في 30 أغسطس 1955.